# 速水亮
速水 亮（はやみ りょう、1949年11月14日 - ）は、日本の俳優。本名、越坂部 茂（こさかべ しげる）。旧芸名、炎 三四郎、豊田 正文、三崎 玲資。
千葉県君津市出身（出生は神奈川県横浜市）。木更津中央高等学校（現、木更津総合高等学校）中退。妻は元女優の美山尚子、長男は俳優の香坂優介。オールアウト所属。

## 来歴
6歳まで横浜商店街あたりに住み、家の近くにあった映画館に足しげく通う。
千葉県の木更津中央高等学校で、柔道部の主将を務めた。公式戦で無敗を誇り、大学から引き合いが来るほどの強さで、本人は柔道で大学へ進み、武道館に出場するのが夢だったという。しかし、素行面で学校ともめごとが絶えず、もうすぐ3年に上がろうというとき、高校側から退学処分を受ける。
高校を退学後、バーテンダーやウェイターをやりながら、やがて上京。ある日、駆け出しの女優という女性と知り合い、この女性が応募書類をくれたことで、大映ニューフェイスへの応募を決意する。だが、友人に頼んで写真を撮ってもらい、いざ応募しようという段になって応募期日を確かめると、すでに期限が切れていたことを知る。「せっかく撮った写真が無駄になるから」との理由で、ダメもとでいいからと思い、規定では写真は3枚だったが、20枚ほどあった写真をすべて送ったところ、運よく合格。約2万人の中から選ばれ、大映ニューフェース第20期生に合格した。同期には八並映子、京都撮影所で採用された伊吹剛のほか、最終審査に落ちたが倉田保昭がいた。
大映入社後、半年間研修所に通う。ある日、遅刻して出所すると、永田秀雅副社長が「炎 三四郎」と命名していた。芸名の命名は永田副社長の趣味で、インパクトのある名前だったが、これは一方的に大映本社から付けられた不本意なものであり、立場柄逆らえず、一時は映画界から身を引こうとまで思いつめたという。この「炎三四郎」の『三四郎』は速水の柔道経歴から、また『炎』は往年の大映の女優「炎加代子」から採られたものだった。
1969年10月1日、大映と正式契約し、直後に『あゝ陸軍隼戦闘隊』でデビュー。役柄は通信将校で、台詞も多かったがNGもなく、撮影所から度胸を認められたという。
1970年、『ガメラ対大魔獣ジャイガー』で主演。この『ガメラ対大魔獣ジャイガー』のすぐあとに来たエキストラの仕事を2度続けて断ったところ、半年近く仕事を干されてしまう。もともと「炎三四郎」の芸名が不本意だったので、数人の俳優仲間と共に辞意を伝えたところ、速水のみ慰留された。
1971年、大映京都撮影所作品の『海兵四号生徒』で役を貰い、芸名変更を承諾されたので、「豊田 正文」と芸名を変える。『豊田』の姓は、この映画の原作者である豊田穣にちなんだもので、使われたのはこの作品のみである。撮影を終え帰京したところで大映が倒産、しばらくアルバイト生活を送る。
この時期仕事があまり来ず、姓名判断に凝っていたことから、芸名を「三崎 玲資」に変えたが、一、二度の使用に留まった。その後、石田信之や森本レオが所属する芸能事務所に入れてもらい、事務所の社長が「子供番組から売り出そう」と売り込みをかけてくれた。
1973年、ピー・プロダクションの『鉄人タイガーセブン』（フジテレビ）の主役「滝川剛」（タイガーセブン）のオーディションに参加。最終選考まで残り、本人も合格を確信していたというが、結局落選した。
1974年、所属事務所の社長が、『どっこい大作』（NET）や『好き! すき!! 魔女先生』（朝日放送）で東映の平山亨、阿部征司両プロデューサーと付き合いがあったことで、『仮面ライダーX』（毎日放送）での主演の話を持ちかけられる。この『仮面ライダーX』ではオーディションではなく、最初から面接で平山・阿部に太鼓判を押され、渡邊亮徳テレビ部部長も「平山と阿部がOKなら」とすんなり主役に決まったという。主人公の「神敬介」（仮面ライダーX）を演じることになり、芸名を再び考えることになった。原作の石ノ森章太郎が考えた「速水」の姓と渡邊亮徳からは渡邊の名の「亮」をもらい、新しい芸名は「速水 亮」と決定した。当初はこの芸名もいずれ変えるつもりだったという。
1977年、『花王愛の劇場・乱れる』（TBS）が当たり、以後年に一本ペースで「昼メロ」に出演するようになる。この『乱れる』で下村尭二監督から「内面の芝居」を教わり、演技面での転機になった。このあと「ゼンヒラノ・アクティング・ゼミナール」に通い、個性的な芝居を心がけるようになり、「芝居の作り方が180度変わった」という。
以後、『女の一生』（1979年）、『人妻捜査官』（1984年）、『おさと』（1987年）、『華の別れ』（1989年）、『氷炎 死んでもいい』（1997年）など、数多くのドラマに出演。『氷炎』では小川知子の相手役として主演を務め、23年ぶりに恋人と再会して、再び愛の炎を燃やす男役を演じた。そのほか、角川映画『戦国自衛隊』や、落ち着いた声を生かしたナレーターとしても活動している。
2006年6月、長野県松本市、2007年2月、長野市に自身が演技指導（メソッド演技法）を行なうアクターズスクールを開校。2007年6月には東京都にも開校したが、2017年現在のところいずれも休校となっており、再開の予定はない。
2008年ごろ、『仮面ライダーストロンガー』の荒木しげるが誘う形で仮面ライダーアマゾンの岡崎徹と共に東映プロデューサーであった平山亨に会いに行っている。その様子は速水のブログで報告されている。その時はストロンガーの荒木しげるが当日体調が悪く参加できなくなったと書かれていた。
2012年4月ごろに胃の具合の悪さとそれによる体重の激減を気にかけ、病院で詳しい診察と検査を受けたところ、東京都で難病に指定されている自己免疫性胆管炎と診断されたことを自身のブログにて公表し、現在闘病生活にある。
2014年公開の『平成ライダー対昭和ライダー 仮面ライダー大戦 feat.スーパー戦隊』において、34年ぶりに仮面ライダーX・神敬介を演じた。

## 人物・エピソード
趣味は、ゴルフ、野球。特技は、柔道（二段）。普通自動車第一種、大型自動二輪運転免許所持。
オープンな性格であり、自身のマイナスイメージも躊躇なくインタビューなどで語っている。高校時代も不良であることを自認しており、柔道部員にパーティー券をさばかせたことが発覚して退学になったことも語っている。
酒はあまり飲めない。喫煙者である。
まだ俳優として食べていけなかったころ、友人に紹介された六本木にある中華料理屋でコックとしてアルバイトしていたことがあり、食器洗いや客が注文した商品を実際に作って出したりしていた。そのため、中華料理はとても得意であり、この腕前を料理番組などで披露している。
1975年に『仮面ライダーX』で共演した美山尚子と結婚。番組の路線変更のあおりを受けて降板することとなった美山を「一生懸命やってるのに可哀想だな」と思い、励まそうと会っているうちに付き合うようになったという。一男一女を儲け、長男は香坂優介の芸名で俳優として活動し、長女はソプラノ歌手として活動している。香坂は同じ事務所に所属し、『仮面ライダーアギト』のオーディションでは最終選考まで残ったが、仮面ライダー関連人物の2世は断る方針だったため、親の名前がバレて不合格となった。

### 『仮面ライダーX』関連
出演経緯
当時所属していた富士企画という事務所には子供番組で活躍する俳優が多くいた関係で、『鉄人タイガーセブン』のオーディションに参加。しかし、落選してから数ヵ月後のある日、朝までバイトしていた速水は事務所の社長から「仮面ライダーの主役を募集してるから今日東映に行くぞ」と言われ、まったく信用できずに眠い顔で社長とともに出掛けた。行き着いた東映本社の喫茶店にいたのは平山と阿部の両プロデューサーだった。「またオーディションを受けるのか」と思っていたところ、通常、特撮新番組の主演俳優を決めるために何十人もの俳優たちが集まるが、そこには速水しかいなかったという。後年になってわかる話だが、平山が次の主役選びに悩んでいたところ、こんな子がいるよと見せられた写真が速水だけだったらしく、この面接は本人がどういう人物かを見るためのものだった。
仮面ライダーシリーズはバイクアクションが売り物だが、この面接で「バイク免許を持っているか？」と質問された際、実は当初オートバイの免許を持っていなかったにも拘らず、「任せてください! 元暴走族（実際はそうではない）ですから!」と受かりたい一心で答えてしまい、主演が決まってすぐに教習所に通ったという。
その後、同席していた社長と平山がいなくなり、阿部と2人だけになった時に「次の仮面ライダーは君で行こうと思う」と案内された部長の渡邊に主役決定を言い渡される。それと同時に、当時名乗っていた三崎令二から現在の芸名に変更となった。この改名に関して、“ちょっと若さ全開で自分にはカッコよすぎる”と思ったが、周囲にそう呼ばれていくうちに次第に馴染んでいったという。他に芸名に関しては、ライダーに選ばれてマスコミから取材を受けるようになったが、大映時代のことを聞かれるようになって当時の芸名は伏せるように頼んでいた。
前作『仮面ライダーV3』の放送はクランクイン前に1度だけ観たが、主演が誰か知らなかったため、ライダーマン役の山口暁が主役と思っていた。クランクイン前の撮影会で原作者の石森章太郎から仮面ライダーXの武器や能力について直接説明を受けたが、第1話の台本が完成前だったためにちんぷんかんぷんだった。

撮影開始後
所属事務所の社長と内田所長らが「今度の主役を徹底的にしごけ!」とスタッフたちに命じたため、現場では厳しい扱いを受けていた。速水は初めて生田スタジオに出向いた際、彼らに誰一人として口を聞いてもらえずに冷たくされたがゆえにとても驚いたそうである。
第3話のGOD戦闘工作員をバイクで追跡中に銃で撃たれるシーン終了時に自分のバイクが足に引っかかってケガを負うも、スタッフは早々に撤収して誰一人として助けてくれなかった。その後、2カ月ほどは痛みが取れなかった。これを受け、“自分はライダーなのだ! 怒るなどもっての外だ!”と必死で本当に激怒しそうな自分を抑え込んでいた。
このため、人気シリーズの主演に選ばれて新芸名「速水亮」までもらったが、「ケガをすれば即刻主役交代となる」との覚悟の上でアクション主体の演技の中でスタッフになめられまいと、「命綱なしで吊り橋からぶら下がる」「真冬の川に飛び込んで心臓麻痺を起しかける」など、変身前のアクションは危険なシーンもほとんど吹替えなしで演じ切った。
また、高所恐怖症であることを彼らには黙っていて、一度よみうりランドの高さ数十メートルの鉄塔上での立ち回りで、殺陣師の高橋一俊に「手すりを飛び越えて外に出てくれ」と指示された時はさすがに断ったそうである。
これによって、当初スタッフとうまく馴染めなかったが、撮影開始1カ月後にようやく「立花藤兵衛」役の小林昭二が共演者に加わってからはやりやすくなったという。小林から自身の出番がない時でも「今回の芝居はここが良かった」と演技のアドバイスを受け、「本当に頼りがいのある“おやじさん”そのものだった」と語っている。また、小林との思い出の1つが食事であり、よくその時に良く芝居談義にわき、登場の仕方を勉強すると良いなどアドバイスを受けたという。小林からは市川右太衛門の登場の仕方を勉強しろと徹底された。
アポロガイスト役の打田康比古とは同年齢で仲が良く、出演していた速水がスタッフと打ち解ける方法を伝授してもらった。その方法とは「一緒に飲みに行く」ことで、撮影当初はスタッフに馴染めなかった速水がこの助言を受けてスタッフ全員を誘って飲みに行くと、翌日から一同態度が一変したという。それからというもの、速水は彼らに「速水ちゃん」「亮ちゃん」で呼ばれるようになり、撮影の方も円満にやれるようになり、当時釣りに凝っていたので一緒にスタッフと共に撮影で訪れた海岸で一緒に釣りをするまでになったという。それまで打田は両者の間に割って入り仲介していた。
また、速水は当時笹塚に住んでいたが、偶然にも打田の家と近かったため、お互い暇な時には麻雀などをやったり、一緒にジムでトレーニング行ったりしたそうである。近年は自身が還暦を迎えたこともあり、打田との再会を待ち望んでいる。
ヒット作であった前作『V3』に代わって主演を務めたことで、なにかと前作と比較されてプレッシャーがあったという。
「X」役を振りかえり、自身の幸せな結婚とその後の飛躍となったため、ライダーには恩があるとして、「ヒーローはもう一度チャレンジしてみたいですね」、「ライダーの仕事なら断らないよ」と答えている。

番組終了後のエピソード
週刊誌で「仮面ライダー 不倫」と題して報道されたことがあり、これには「参った」と語っている。この際、宮内と仕事が一緒になった際に「勘弁してくれ!」と呆れられた。
自宅で仕事で使う台本などを置くための本棚のスペースがなくなってしまったため、『仮面ライダーX』の台本は処分して持っていないそうである。
『仮面ライダー (スカイライダー)』で客演した際は、『X』から時間が経っていたことから変身ポーズに照れを感じ、ポーズを早めてしまい殺陣の岡田勝に怒られたという。

## 出演

### テレビドラマ
- 青春をつっ走れ（1972年、CX/松竹） - 寺本
- あしたに駈けろ!（1972年、CX） - 山中
- 仮面ライダーシリーズ（MBS） - 神敬介 / 仮面ライダーX
  - 仮面ライダーX（1974年） - 主演
  - 仮面ライダーストロンガー 第36話「三人ライダー対強力デルザー軍団」、第39話「さようなら! 栄光の七人ライダー!」 （1975年）
  - 全員集合!7人の仮面ライダー!!（1976年）
  - 仮面ライダー（新） 第31話「走れXライダー! 筑波洋よ死ぬな!!」、第32話「ありがとう神敬介! とどめは俺にまかせろ!!」（1980年）
- 太陽にほえろ!（NTV）
  - 第132話「走れ! ナポレオン」（1975年）- 江上
  - 第572話「青い鳥」（1983年） - 三春社長
- 銭形平次 第460話「歌吉怨み節」（1975年、CX）- 市太郎 ※大川橋蔵版
- 非情のライセンス 第2シリーズ（NET）
  - 第30話「兇悪の入試」（1975年） - 大和田正樹
  - 第63話「兇悪のデザイン」（1975年） - 竹元一郎
  - 第84話「兇悪の死刑執行人」（1976年） - 菱田鉄男
- 新・七人の刑事（1975年、TBS） - 真野刑事
- 銀河テレビ小説 / 崖（1975年、NHK総合）
- TOKYO DETECTIVE 二人の事件簿 第17話「恐怖!! ゆがんだ愛情」（1975年） 朝日放送
- 俺たちの勲章 第14話「雨に消えた」（1975年、NTV） - 大久保
- マチャアキの森の石松 第2話「娘馬子唄あばれ節」（1975年、NET） - 佐吉
- 破れ傘刀舟悪人狩り 第57話「愛と死の絆」（1975年、NET） - 軍蔵
- プレイガールQ（12ch）
  - 第3話「燃えよ! 女番長」（1974年） - 竜田吾郎
  - 第41話「放送300回記念・東京エマニエル夫人」（1975年） - 海堂俊夫
  - 第57話「女が男に負けたとき」（1975年） - 時岡
- 燃える捜査網 第13話「喪服の婚約パーティー」（1976年、NET） - トミー
- 大非常線 第9話「非常線強行突破」（1976年、NET）
- ベルサイユのトラック姐ちゃん 第3話「ベルトラ姐ちゃん大進撃」（1976年、NET）
- Gメン'75（TBS）
  - 第69話「ヒキ逃げ白バイ警官」（1976年） - 佐伯巡査
  - 第186話「青函連絡船の殺し屋」（1978年） - 松岡刑事
- 花王愛の劇場（TBS）
  - 乱れる（1977年）
  - 別れて生きる時も（1978年） - 石山
  - 女の一生（1979年） - 兵藤英次
  - あした幸福（1981年）
  - 赤い関係（1982年）
  - お鏡（1985年） - 森下圭介
  - 夏は秘密がいっぱい!（1994年）
- 大江戸捜査網（12ch）
  - 第293話「対決! 忍者の掟」（1977年） - 喜平次
  - 第330話「哀しみの岡ッ引魂」（1978年） - 佐吉
- ドラマ人間模様 / 女たちの海（1977年、NHK）
- 大河ドラマ（NHK）
  - 花神 第35回「人斬り往来」、第40回「三兵塾」、第51回「暗殺者」（1977年） - 中村半次郎
  - 八代将軍吉宗 第9話「刃傷松の廊下」、第11話「赤穂浪士」（1995年） - 上杉綱憲
- 東芝日曜劇場（RKB）
  - 出会い（1977年）
  - おんな五人で（1980年）
- 恋歌（1977年 - 1978年、NTV）
- 達磨大助事件帳 第15話「十手に光る父子星」（1978年、ANB） - 新吉
- 俺たちの祭（1978年、NTV） - 岩田
  - 第10話「生きる情熱」、第11話「赤い火花」
  - 第13話「熱い夢」 - 第15話「生きることの祭」
- 新幹線公安官 第2シリーズ 第15話「逃亡への死定券」（1978年、ANB） - 荒川三郎
- コメットさん 第6話「シンデレラのお見合い」（1978年、TBS） - 朝永達彦
- 青春ド真中! 第9話「ふたり一緒の初恋だった!!」（1978年、NTV） - 内藤
- 若さま侍捕物帳 第11話「参上!! 恐怖の妖刀」（1978年、NTV） - 刀匠・広正
- 破れ新九郎 第7話「通り雨ならお命頂戴」（1978年、ANB） - 新堂小三郎
- 姿三四郎 第14話「宿命」（1979年、NTV）
- チェックメイト78 第16話「警部とミッドナイトラブ」（1979年、ABC）
- 体の中を風が吹く（1979年、TBS）
- 土曜ワイド劇場（ANB）
  - 赤いさそりの美女（1979年） - 相川守
  - 夜の終わる時 警官殺しを追え!（1979年）
  - 海底の死美人 ヒット曲は殺しのテープ（1980年）
  - 松本清張の白い闇 十和田湖偽装心中（1980年） - 高瀬俊吉
  - 終着駅殺人事件（1981年） - 清水新一 刑事
  - 女子医大生 母娘心中（1983年）
  - 蒸発した女 保険金替え玉殺人（1985年） - 杉岡
  - スキースクール 女たちの華麗な斗い!（1991年） - 蓑田繁
  - 離婚カップル探偵するII 京都見合い旅行殺人事件（1991年） - 青木ひろし
  - 魔性の殺人（1993年） - 藤城辰夫
  - はみだし弁護士・巽志郎2 別れた妻の不倫相手に殺人容疑!（1997年） - 阿部信夫
  - 牟田刑事官事件ファイル25 洞爺湖温泉に泊った女（1998年） - 三宅進
- 特捜最前線（ANB）
  - 第117話「落ちた手首が喋るとき!」（1979年） - 山下栄
  - 第185話「スキャンダルを拾った刑事!」（1980年） - 長島
  - 第200話「ローマ→パリ縦断捜査!」、第201話「ローマ→パリ縦断捜査II!」（1981年） - 岡本順也 警部
  - 第307話「証言を拒む女!」（1983年） - 及川五郎
- ザ・スーパーガール 第16話「裸で銃口の前に立て」（1979年、12ch）
- 家庭長時代（1980年、CBC）
- 愛の装飾（1980年、MBS）
- 私たちの家族（1980年、CX）
- 大捜査線シリーズ 追跡 第41話「鐘の鳴る丘」（1980年、CX）-南多摩署　杉本捜査課長
- 炎の犬（1981年、NTV） - 谷村
- 幻之介世直し帖 第12話「罠に落ちた恋人たち」（1981年、NTV）
- 火曜サスペンス劇場（NTV）
  - 誘拐の報酬（1982年）
  - 妻の疑惑（1986年）
  - 死角関係（1987年）
  - 香子の夢 コンパニオン殺人事件（1989年） - 高見俊介
  - 六月の花嫁2 結婚の行方（1991年） - 土屋信夫
  - まりえの客（1994年） - 佐川精神科医
  - 刑事（1997年） - 大垣俊史
  - 待っている妻（1997年） - 新宅吾郎
  - 警部補 佃次郎4 仮説の行方（1997年） - 奥島覚
- 時代劇スペシャル / 怪盗夢吉忍び控（1982年、CX） - 同心 清太郎
- ザ・サスペンス / 金田一耕助の傑作推理 ミイラの花嫁（1983年、TBS） - 緒方代助
- 人妻捜査官（1984年、ABC） - 高階
- 金曜女のドラマスペシャル（CX）
  - 都会に堕ちた女 妙義山白骨殺人事件（1984年）
  - 失語（1987年）
- 明治撃剣会（1984年、ABC）
- 女ひとり（1985年、CBC）
- 夏樹静子サスペンス / 遠い秘密（1986年、KTV）
- 木曜ゴールデンドラマ（YTV）
  - 湖の夕映え - 桑野秀雄
    - 湖の夕映え（1986年）
    - 湖の夕映えII（1987年）
    - 湖の夕映えIII（1988年）

  - 仮面の良妻（1986年）
  - 無実の証明（1988年）
  - 国境のある家（1989年）
  - ママを忘れないで（1990年）
- 金田一耕助の傑作推理 死仮面（1986年、TBS） - 川島圭介
- どうぶつ通り夢ランド 第3話「アライグマの贈り物!?」（1986年、ANB）
- 銭形平次 第25話「見知らぬ亭主」（1987年、NTV） - 秀次
- 現代恐怖サスペンス / 誰かが夢を覗いてる（1987年、KTV）
- ジャングル 第22話「微笑みの殺意」（1987年、NTV）
- ザ・ドラマチックナイト / 瑠璃の爪（1987年、CX） - バーの男
- おさと（1987年 - 1988年、YTV） - 幾村幾三郎
- 花王名人劇場 / 裸の大将放浪記30 園長先生ゴメンなさい（1988年、KTV）
- 火曜スーパーワイド（ANB）
  - 霊界捜査 ギャル達が消えた!（1988年、ANB） - 中沢
  - 美人ツアコン婚前旅行殺人事件（1990年） 井崎総一
- 華の別れ（1989年、THK） - 主演・根岸哲男
- 男と女のミステリー / 寝台特急・ゆうづるの女（1989年、CX）
- 土曜ドラマスペシャル / 孔雀警視とSP大作戦（1989年、TBS） - 白川旭彦
- 鬼平犯科帳（CX）
  - 第1シリーズ 第11話「狐火」（1989年） - 狐火勇五郎
  - 第5シリーズ 第2話「怨恨」（1994年） - 磯部の万吉
  - 第6シリーズ 第11話「五月闇」（1995年） - 強矢の伊佐蔵
- 水曜グランドロマン / おじん（1989年、NTV）
- 京都サスペンス / 折れた鉛筆（1989年、KTV）
- ドラマチック22 / 渋谷・青春坂・ラブホテル（1990年、TBS）
- 暴れん坊将軍III 第110話「死闘! 護持院ヶ原の果し状」（1990年、ANB） - 鬼灯玄蕃
- 八百八町夢日記（NTV）
  - 第1シリーズ 第30話「生き別れ、思いの糸」（1990年） - 秀次
  - 第2シリーズ 第10話「おつや、涙の再会」（1991年） - 清吉
- 森村誠一サスペンス / 文学中毒症（1990年、KTV）
- 不連続殺人事件（1990年、CX） - 三宅木兵衛
- さすらい刑事旅情編（ANB）
  - さすらい刑事旅情編III 第18話「古都金沢待っていた女・死亡時刻の謎」（1991年）
  - さすらい刑事旅情編IV 第1話「東北新幹線から消えた娘・不倫の代償」（1991年） - 北島祐介
- 花友禅（1991年、YTV）
- 検事・若浦葉子 第7話「供述、一枚の写真に秘められた女二人の半生」（1991年、NTV）
- 妻たちの劇場 / 白いシャツの女（1992年、CX）
- 月曜女のサスペンス / 能登・金沢交換殺人事件（1992年、TX）
- 世にも奇妙な物語 / 奇跡を呼ぶ男（1992年、CX）
- あばれ八州御用旅（TX）
  - 第3部 第11話「野州路の女 涙あふれて思い川」（1992年） - 伊平次、友次郎（二役）
  - 第4部 第7話「妻恋街道 流れ旅」（1993年） - 彦蔵
- ネオドラマ / グッバイビジネス（1992年、ANB）
- ウーマンドリーム 第9話「マグロ男との別離」（1992年、KTV） - 暴力団幹部
- 七人の女弁護士3 第7話「豪邸で襲われた若妻! 離婚殺人の罠…」（1993年、ANB） - 室生二郎
- サスペンス・魔 / 赤い桜の森（1993年、KTV）
- 江戸の用心棒 第22話「女形と賞金首」（1994年、NTV） - 井村源八郎
- 金曜エンタテイメント（CX）
  - 帰ってきたOL三人旅 金沢湯けむり不倫旅行殺人事件（1994年）
  - 京都祇園芸妓シリーズ 京都祇園八坂をどり殺人事件（1997年） - 野上照之
  - おかしな二人（2000年） - 重石晃司
- 花王ファミリースペシャル / 結婚式場・花嫁介添人がゆく4（1994年、KTV）
- 銭形平次 第4シリーズ 第14話「偽りの過去」（1994年、CX） - 村越隼人 ※北大路欣也版
- BLACK OUT 第7話「パラサイト」（1995年、ANB） - 村上
- 大岡越前 第14部 第4話「白洲で暴く恨みの謎」（1996年、TBS） - 宗七
- 刑事追う! 第23話「秘密」（1996年、TX）
- 聖龍伝説 第2話「悪魔に友を売った少女! 裏切りを許さぬ必殺拳!! 美しき戦士の誕生」（1996年、NTV） - 三上武史
- 金田一耕助の傑作推理 幽霊座（1997年、TBS） - 坪内晴夫
- 氷炎 死んでもいい（1997年、THK） - 主演・松戸光介
- はぐれ刑事純情派XI 第17話「婚外受精!? タレ込んだ女」（1998年、ANB） - 土屋
- ドラマ30 / しおり伝説〜スター誕生〜（1999年、CBC）
- HERO 第2話「帰れないふたり」（2001年、CX） - 宮五郎

### 映画
- あゝ陸軍隼戦闘隊（1969年、大映） [注 1]
- 続・いそぎんちゃく（1970年、大映） - 川上正彦
- 太陽は見た（1970年、大映） - 永井刑事
- 女秘密調査員 唇に賭けろ（1970年、大映） - 茂山所員
- 高校生番長 棒立てあそび（1970年、大映） - 石田
- ガメラ対大魔獣ジャイガー（1970年、大映） - 沢田圭介
- おさな妻（1970年、大映） - 淳一
- 君は海を見たか（1971年、大映） - 田宮
- 海兵四号生徒（1971年、大映） - 十条正文
- 仮面ライダーシリーズ
  - 五人ライダー対キングダーク（1974年、東映） - 主演・神敬介 / 仮面ライダーX
  - 平成ライダー対昭和ライダー 仮面ライダー大戦 feat.スーパー戦隊（2014年、東映） - 神敬介 / 仮面ライダーX
- 撃たれる前に撃て!（1976年、松竹） - 松田謙作
- 残照（1978年、東宝） - 西田
- 戦国自衛隊（1979年、東宝） - 森下和道
- 悪女かまきり（1983年、東映） - 島崎隆之
- 丹波哲郎の大霊界 死んだらどうなる（1989年、松竹富士） - 後藤一郎
- 心臓抜き（1992年、インデックス・ガン・オフィス） - 山崎明
- お兄ちゃんありがとう（1992年、東映教育映画） - 主演・久野
- 嵐の季節（1995年、インデックス・ガン・オフィス） - ヤクザ
- 妖獣伝説ドラゴンブルー（1996年、ギャガ） - 松原
- 1リットルの涙（2004年、オールアウト） - 入院患者

### オリジナルビデオ
- スキャンダラスボディ（1993年、東映ビデオ）
- スキャンダラスボディ2（1993年、東映ビデオ）
- レディウェポン 女豹（1993年、日活）

### 舞台
- 孤愁の岸（1983年、帝国劇場）
- 椿姫（1986年、帝国劇場）
- 女ねずみ小僧異聞 天命燃ゆ（1991年、新宿コマ劇場）
- お隣りの人々（2000年、博品館劇場） - 主演・野々宮貞夫
- トンボイ!!（2014年、シアターサンモール）
- 位置

### ナレーション
- 報道ステーション（EX）
- ダウンタウンのガキの使いやあらへんで!! 大晦日年越しSP!!（NTV） - 板尾創路のブラックジャック ナレーション

### CM
- ニュージャパン観光 サウナニュージャパン
- ショップチャンネル